# Potamione di Agrigento
Potamione, o Potamio (... – VI secolo), è stato vescovo di Agrigento; il suo episcopato è datato attorno al 560-570.

## Agiografia
Le notizie sulla sua vita si desumono dalla biografia del vescovo agrigentino Gregorio II, scritta dall'egumeno Leonzio, secondo il quale Potamione battezzò il giovane Gregorio, lo fece istruire e lo accolse fra i chierici.

## Culto
La sua festa è segnata al 29 gennaio nel calendario della Chiesa agrigentina.